# محمدمهدی کشتکار
محمدمهدی کشتکار کشتی‌گیر فرنگی‌کار ایرانی اهل استان فارس است.
از افتخارات وی می‌توان به کسب مدال نقره مسابقات قهرمانی کشتی آسیا ۲۰۲۵ اشاره کرد.

## فعالیت حرفه‌ای ورزشی

### قهرمانی کشتی آسیا ۲۰۲۵
در وزن ۶۳ کیلوگرم محمدمهدی کشتکار پس از استراحت در دور نخست، در دور دوم با نتیجه ۹ بر ۲ گودای میتانی از ژاپن را مغلوب کرد و به مرحله نیمه نهایی راه یافت. وی در این مرحله با نتیجه ۹ بر ۳ از سد چانگ هان-جائه از کره جنوبی گذشت و به دیدار فینال راه یافت. کشتکار در دیدار پایانی با نتیجه ۱۳ بر ۴ مغلوب آیتجان خالماخانوف از ازبکستان شد و به مدال نقره رسید.